# Ostedes pauperata
Ostedes pauperata är en skalbaggsart som beskrevs av Francis Polkinghorne Pascoe 1859. Ostedes pauperata ingår i släktet Ostedes och familjen långhorningar.
Artens utbredningsområde är Sulawesi. Inga underarter finns listade i Catalogue of Life.